# Kinect Adventures!
Kinect Adventures! ist ein Fitnessspiel, das von dem Good Science Studio entwickelt wurde und von den Microsoft Game Studios 2010 exklusiv für die Xbox 360 veröffentlicht wurde. Es ist eine Sammlung von fünf Abenteuer- und Sport-Minispielen, die auf die Bewegungssteuerungskamera Kinect ausgelegt ist, welche sich als Zubehör für die Xbox 360 erwerben lässt.
Das Spiel wurde zusammen mit der Konsole und der Kinect in einem Paket veröffentlicht, ähnlich wie es bei Wii Sports der Fall war und wurde zum meistverkauften Xbox-360-Spiel, mit weltweit über 24 Millionen verkauften Einheiten.

## Spielprinzip
Kinect Adventures! ermittelt die Körperbewegung des Spielers mit der Kinect, um es ihm zu ermöglichen, die Bewegungen mit den Bewegungen in den Minispielen zu synchronisieren. Jedes Minispiel dauert etwa drei Minuten. Während die meisten Minispiele im Zwei-Spieler-Modus kooperativ sind, ist Reflex Ridge ein kompetitives Spiel. Kinect Adventures! kann sowohl vor Ort als auch im Xbox-Live-Multiplayer gegen andere gespielt werden. Ebenfalls lässt sich das Spiel auch im Einzelspielermodus spielen.
Mit der Kinect-Kamera lassen sich außerdem Fotos von den Spielern machen, die sich betrachten und teilen lassen. Das Ziel aller Minispiele ist es, die höchste Anzahl an Punkten zu erhalten, die auf verschiedene Arten gesammelt werden können. Punkte werden für Spielermedaillen vergeben, die im Story-Modus den Fortschritt beeinflussen. Medaillen können Bronze, Silber, Gold und Platin sein. Insgesamt gibt es drei Schwierigkeitsstufen.

### Minispiele
- 20.000 Lecks

In 20.000 Lecks befindet sich der Avatar des Spielers in einem gläsernen Würfel unter Wasser. Der Spieler positioniert seine Gliedmaßen und den Kopf, um Risse zu stopfen, da Krebse, Fische und Bosse wie Haie und Schwertfische Risse und Löcher im Würfel verursachen. Wenn die Schwierigkeit steigt, müssen bis zu fünf Lecks gleichzeitig verstopft werden, um Punkte zu erhalten. Jedes Spiel besteht aus drei Wellen, die enden, wenn die Zeit abläuft oder wenn alle Lecks verstopft sind. Der Name ist eine Anspielung auf den Roman 20.000 Meilen unter dem Meer von Jules Verne.
- River Rush / Flusssause

In River Rush stehen ein oder zwei Spieler in einem Floß und arbeiten zusammen, um die Abenteuernadeln zu sammeln, die in den Stromschnellen verstreut sind. Das Floß wird gesteuert, indem man nach links oder rechts tritt, um zu lenken, und indem man springt, um das Floß springen zu lassen. Es gibt viele geheime Orte, die man durch Rampen erreichen kann. Dort gibt es wesentlich mehr Abenteuerpunkte als auf dem Fluss. Wenn man in Fässer, Holz oder andere Sachen stößt, verliert der Spieler Punkte.
- Rallye-Ball

Rally Ball ist ein Breakout-Klon, aber auch ähnlich wie Handball. Der Spieler benutzt seine Gliedmaßen und seinen Kopf, um Kugeln an Blöcken und Zielen zu treffen, die sich am Ende eines virtuellen Ganges befinden. Wenn bestimmte Ziele getroffen werden, teilt sich der Ball in mehrere Bälle auf, die gleichzeitig benutzt werden können. Jedes Spiel besteht aus drei Runden mit jeweils unterschiedlichen Blöcken und Zielen. Runden enden, wenn die Zeit abläuft oder wenn alle Blöcke und Ziele zerstört werden. Am Ende jeder Runde wird die verbleibende Zeit zu den Abenteuerpunkten hinzugefügt.
- Reflex Ridge / Reflex-Bergkamm

Reflex Ridge ist ein Track-and-Field-inspiriertes Spiel, das aber auf einer beweglichen Plattform gespielt wird, die einer Holzachterbahn oder einem Minenkarren ähnelt. Ein oder zwei Spieler (im Split Screen) rasen auf einer Plattform und weichen dabei Hindernissen aus. Das Springen an Ort und Stelle führt dazu, dass sich die Plattform schneller entlang ihrer Schiene bewegt. Punkte werden durch das Vermeiden von Hindernissen oder durch das Berühren von Gegenständen, die während des Kurses verstreut sind, gesammelt. Das Spiel ist zeitlich festgelegt, wobei am Ende des Kurses zusätzliche Zeit verbleibt, die dem Punktestand hinzugefügt wird.
- Space Pop / Raumknall

In Raumknall bewegen sich transparente Kugeln (Seifenblasen) zwischen Löchern an Wänden, Böden und Decken eines virtuellen Schwerelosigkeitsraums. Der Spieler versucht, die Blasen durch Berühren zu entfernen, um Punkte zu erhalten. Space Pop nutzt die Tiefe, sodass der Spieler sich auf den Sensor zu und von ihm weg bewegen muss. Um sich nach oben zu bewegen, kann der Spieler seine Arme schlagen und, um auf der aktuellen Höhe zu bleiben, die Arme zu den Seiten halten.

## Entwicklung und Veröffentlichung
Das Spiel wurde erstmals auf der Electronic Entertainment Expo 2010 bekannt gegeben. Vorbesteller erhielten eine Karte mit Codes, die für exklusive Inhalte im Spiel verwendet werden konnte. Erstmals wurde das Spiel am 4. November 2010 in Nordamerika veröffentlicht. Der Release in Europa folgte am 10. November und in Australien am 18. November. Das Spiel wurde zusammen mit der Konsole und der Kinect in einem Gesamtpaket vermarktet und wurde mit weltweit über 24 Millionen verkauften Exemplaren zum meistverkauften Xbox-360-Spiel.

## Rezeption
Kinect Adventures! erhielt gemischte Bewertungen auf Metacritic. Das Spiel wird oft als Demo für die Kinect gesehen, die die Nutzer spielerisch zur körperlichen Betätigung (gegen andere) auffordert, ähnlich wie es Wii Sports für die Wiimote war. Allerdings wird auch die geringe Anzahl an Minispielen kritisiert. 4Players kritisiert leichte Verzögerungen und ungenaue Steuerungen und empfindet zu viele Hüpfbewegungen im Spiel als anstrengend und die Spielmechanik teilweise als ungelungen mit wenig Langzeitmotivation.
Das Spiel wurde weltweit über 24 Millionen Mal verkauft und ist damit das meistverkaufte Spiel für die Xbox 360.